# Ciudad de los Niños
Ciudad de los Niños är en ort i Mexiko.   Den ligger i kommunen Aguascalientes och delstaten Aguascalientes, i den centrala delen av landet, 400 km nordväst om huvudstaden Mexico City. Ciudad de los Niños ligger 1 851 meter över havet och antalet invånare är 208.
Terrängen runt Ciudad de los Niños är platt åt sydost, men åt nordväst är den kuperad. Runt Ciudad de los Niños är det tätbefolkat, med 459 invånare per kvadratkilometer. Närmaste större samhälle är Aguascalientes, 10,4 km nordost om Ciudad de los Niños. Trakten runt Ciudad de los Niños består till största delen av jordbruksmark.